# 北干街道

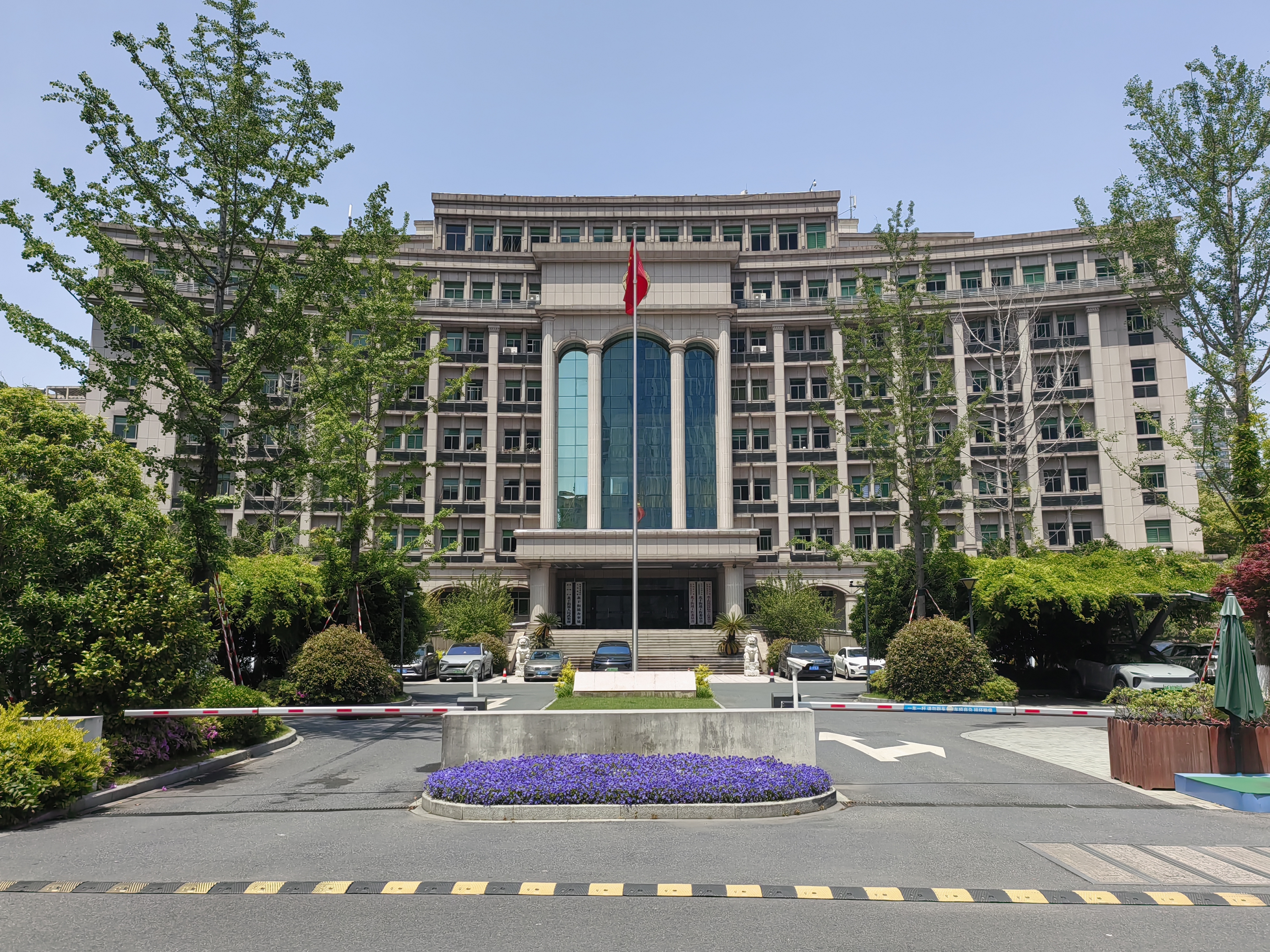
杭州市萧山区人民政府北幹街道辦事處

北干街道，中华人民共和国浙江省杭州市萧山区下辖的一个街道，位于萧山区北部。辖区总面积19.8平方公里，2010年人口61285人，其中非农业人口58465人。萧山区政府和杭州南站位于境内。2010年实现地区生产总值427437万元。

## 辖区
北干街道辖有：
北干一苑社区、绿茵园社区、银河社区、荣联社区、永久社区、高田社区、柳桥社区、北干二苑社区、华达社区、星都社区、广德社区、墩里吴社区、畈里张社区、施家桥社区、萧然社区、工人路社区、中誉新城社区、金泰苑社区、金山西苑社区、湖滨花园社区、加德社区、明星村、兴议村、城北村、塘湾村、荣庄村和荣星村。

## 交通
- 萧甬铁路、沪昆铁路、杭甬客运专线、沪昆高速铁路、杭黄客运专线、杭绍台城际铁路：杭州南站